# 岡本祥吾
岡本 祥吾（おかもと しょうご、1987年3月30日 - ）は、日本の元男子バレーボール選手である。

## 来歴
熊本県上益城郡出身。兄の影響で中学1年生の頃からバレーボールを始める。
鎮西高等学校、法政大学を経て、2008年、サントリーサンバーズの内定選手になる。2009年正式入団。
2011年、日本代表登録メンバーに選出された。2013年にも選出された。
2019年、2018-19 V.LEAGUE DIVISION1終了をもってサントリーを勇退した。
2020年、「博多スポーツクラブ」の設立者である上竹原聖子から熱心なオファーを受けて同チームに入団し、同じくサントリーOBである冨士田裕大と共に、第10回全国6人制バレーボールリーグ総合男女優勝大会に出場した。その後、博多スポーツクラブ内のバレーボールクラブが法人化し福岡ウイニングスピリッツとなり、2021-22シーズン、クラブはS3ライセンスを取得し翌シーズンの2022-23シーズンV.LEAGUE入りが内定した。
2023年、福岡ウイニングスピリッツを退団した。

## 所属チーム
- 鎮西高等学校（2002-2005年）
- 法政大学 （2005-2009年）
- サントリーサンバーズ（2009-2019年）
- 博多スポーツクラブ / 福岡ウイニングスピリッツ（2020-2023年）

## 球歴
- 日本代表 - 2011年、2013年